# میشل داسر
میشل داسر (انگلیسی: Michelle Dusserre؛ زادهٔ ۲۶ دسامبر ۱۹۶۸) ژیمناست هنری زن اهل ایالات متحده آمریکا بود.
وی در مسابقات کشوری و بین‌المللی در مجموع برندهٔ ۱ مدال نقره شده‌است.